# Ansprand
Ansprand (ur. ok. 657, zm. 712) – król Longobardów. Panował przez krótki czas w 712 roku, przedtem był księciem Asti oraz regentem w czasie małoletności Liutperta (700-701). Został pokonany pod Novarą przez Raginperta i wygnany w czasie późniejszej walki o sukcesję. Uciekł w 702 na dwór Teodeberta księcia Bawarii.
W 711 powrócił z armią Teodeberta. W trakcie marszu przyłączyło się do niego wielu zwolenników. W 712 doszło do bitwy niedaleko Pawii, między jego siłami a wojskami króla Ariperta II, który uzurpacją zagarnął tron. Aripert utonął w rzece Ticino w czasie ucieczki, a Anspranda ogłoszono władcą.
Wstąpił na tron w marcu a w czerwcu zmarł, pozostawiając w królestwie jedynego żyjącego syna Liutpranda.